# Брігахталь
Брігахталь (нім. Brigachtal) — громада в Німеччині, знаходиться в землі Баден-Вюртемберг. Підпорядковується адміністративному округу Фрайбург. Входить до складу району Шварцвальд-Бар.
Площа — 22,80 км2. Населення становить 5190 ос. (станом на 31 грудня 2020).